# Episodi di All American (terza stagione)
La terza stagione della serie televisiva All American, composta da 19 episodi, è stata trasmessa negli Stati Uniti su The CW dal 18 gennaio al 19 luglio 2021.
In Italia la stagione è stata trasmessa sul canale Premium Stories dal 12 marzo al 4 novembre 2021.
| n° | Titolo originale                    | Titolo italiano               | Prima TV USA     | Prima TV Italia   |
| -- | ----------------------------------- | ----------------------------- | ---------------- | ----------------- |
| 1  | Season Pass                         | Stagione dopo stagione        | 18 gennaio 2021  | 12 marzo 2021     |
| 2  | How To Survive in South Central     | Decisione difficile           | 25 gennaio 2021  | 19 marzo 2021     |
| 3  | High Expectations                   | Aspettative tradite           | 1º febbraio 2021 | 26 marzo 2021     |
| 4  | My Mind's Playing Tricks on Me      | La mente gioca brutti scherzi | 8 febbraio 2021  | 2 aprile 2021     |
| 5  | How Come                            | Punto di blocco               | 15 febbraio 2021 | 9 aprile 2021     |
| 6  | Teenage Love                        | Pene d'amore                  | 22 febbraio 2021 | 16 aprile 2021    |
| 7  | Roll the Dice                       | Tutti a Las Vegas             | 1º marzo 2021    | 23 aprile 2021    |
| 8  | Canceled                            | Re e regine                   | 8 marzo 2021     | 30 aprile 2021    |
| 9  | Testify                             | Niente segreti                | 12 aprile 2021   | 26 agosto 2021    |
| 10 | Put Up or Shut Up                   | Touchdown                     | 19 aprile 2021   | 2 settembre 2021  |
| 11 | The Bigger Picture                  | Il quadro completo            | 26 aprile 2021   | 9 settembre 2021  |
| 12 | Fight the Power                     | Lotta al potere               | 17 maggio 2021   | 16 settembre 2021 |
| 13 | Bring the Noise                     | Festa di laurea               | 24 maggio 2021   | 23 settembre 2021 |
| 14 | Ready or Not                        | Un gioco da ragazzi           | 14 giugno 2021   | 30 settembre 2021 |
| 15 | After Hours                         | Serate particolari            | 21 giugno 2021   | 7 ottobre 2021    |
| 16 | No Opp Left Behind                  | Legami indissolubili          | 28 giugno 2021   | 14 ottobre 2021   |
| 17 | All American: Homecoming            | Homecoming                    | 5 luglio 2021    | 21 ottobre 2021   |
| 18 | Int'l Players Anthem (I Choose You) | Atmosfera d'amore             | 12 luglio 2021   | 28 ottobre 2021   |
| 19 | Surviving the Times                 | Colpi di scena                | 19 luglio 2021   | 4 novembre 2021   |